# Scelio popovi
Scelio popovi är en stekelart som beskrevs av Nixon 1958. Scelio popovi ingår i släktet Scelio och familjen Scelionidae. Inga underarter finns listade i Catalogue of Life.